# Sei Sakat
Sei Sakat is een bestuurslaag in het regentschap Labuhan Batu van de provincie Noord-Sumatra, Indonesië. Sei Sakat telt 2421 inwoners (volkstelling 2010).